# Tuynhuys
Het Tuynhuys is de ambtswoning van de president van Zuid-Afrika. De woning grenst aan de rand van de Compagniestuin, een park in centraal Kaapstad dat in 1652 door Nederlandse kolonisten van de Vereenigde Oostindische Compagnie aangelegd werd om groenten te kweken. De nabijheid van de tuin verklaart de naam tuinhuis. Het Tuynhuys is al meer dan 250 jaar de ambtswoning van de hoogste autoriteit in het land en was de residentie van de meeste Nederlandse, Bataafse en Britse administratoren en gouverneurs van de Kaapkolonie. Sinds 1961 resideren de Eerste Ministers en (Staats)presidenten van Zuid-Afrika in het Tuynhuys.

## Geschiedenis
In 1674 wordt voor het eerst melding gemaakt van een tuynhuys op de huidige locatie. In 1684 wordt dit huis verbouwd tot een gastenverblijf voor buitenlandse bezoekers van gouverneur Simon van der Stel. Nadat het verblijf ('het Governiurs Huys in de Compagnies Tuyn') enige malen is verbouwd en uitgebreid wordt in 1751 de melding gemaakt van gebruik als zomerresidentie door de gouverneur.
Op een tekening van Josephus Jones uit het jaar 1790 zijn in de tuinen van het gebouw al de kenmerkende rococo-balusters te zien. De stijl van het gebouw werd beïnvloed door de 18e-eeuwse Nederlandse en Nederlands-Indische architectuur van die tijd. Vergelijkbare gevels, ramen, deuren en bovenlichten kunnen worden gezien in koloniale gebouwen gebouwd in dezelfde periode in plaatsen zoals Amsterdam en Batavia.
Het totale ontwerp wordt toegeschreven aan de Franse architect Louis Michel Thibault (1750 - 1815) , maar de artistieke details van de buitengevels, waaronder de beelden van Mercurius en Poseidon en het VOC embleem worden toegeschreven aan Jacobus Leeuwenberg en Anton Anreith (1754 - 1822). Gebruik van slaven voor het bouwen van de residentie wordt door historici niet uitgesloten. Na de overname van de Kaap door de Britten in 1809 ondergaat het gebouw een gedaanteverandering. Het Government House, zoals het dan wordt geboemd wordt bepleisterd en krijgt een meer Georgische stijl. Gouverneur Lord Charles Somerset breid het gebouw aan beide zijden uit met een danszaal en ook een rijk versierde trap wordt aangebracht.
In 1968 wordt het gebouw door architect Gabriel Fagan hersteld in zijn oude 18e-eeuwse glorie. De tekening uit 1790 speelde hierin een belangrijke rol.
Het gebouw ligt tussen de gebouwen van het Zuid-Afrikaanse Nationale Parlement en de gebouwen van de Raad van de president. Bijna alle gouverneurs en presidenten gebruikten het gebouw als residentie. In 1854 werd in dit gebouw de eerste parlementszitting van Zuid-Afrika gehouden.

## Bijzondere gebeurtenissen
- 1806 - De naam van het Tuynhuys wordt door de nieuwe Britse machthebbers gewijzigd in Gouvernementshuis/ Government House / Goevernementshuis.
- 1854 - In het Tuynhuys wordt het eerste parlement van de Britse Kaapkolonie bijeengeroepen door de Britse gouverneur George Edward Grey.
- 1947 - Het Tuynhuys (Gouvernementshuis) dient als gastenhuis voor de Britse Koninklijke Familie die op dat moment in Zuid-Afrika verblijft.
- 1968 - Het Tuynhuys wordt teruggebracht in 18e-eeuwse stijl en krijgt zijn voormalige Nederlandse naam terug.
- 18 maart 1992 - Op de trappen van het Tuynhuys verklaart Staatspresident Frederik Willem de Klerk dat het stelsel van apartheid na een staatshervormingsproces van 2 jaar is afgeschaft.

## Afbeeldingen

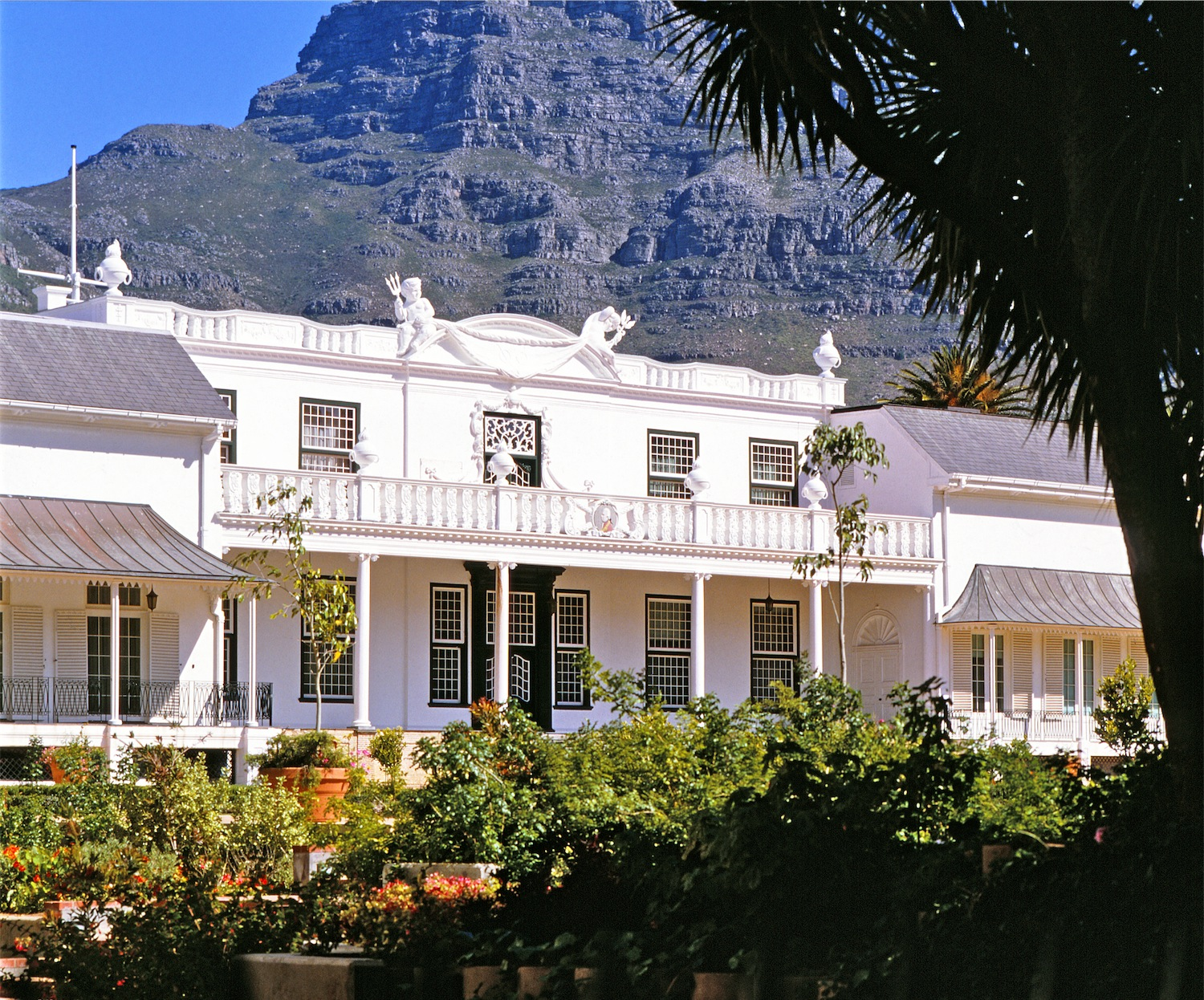
Het Tuynhuys gezien vanuit de Compagniestuin
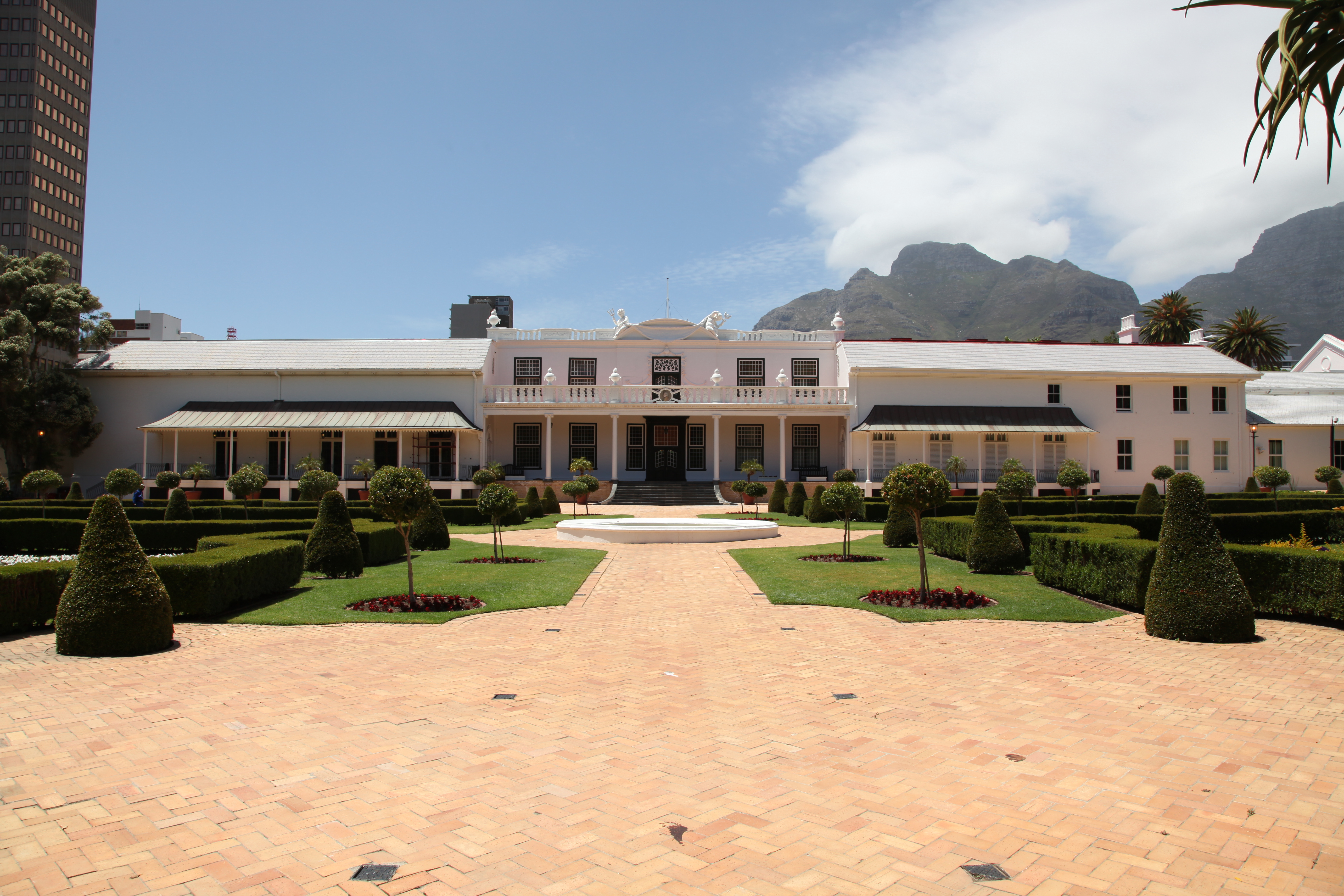
Het Tuynhuys met vleugels
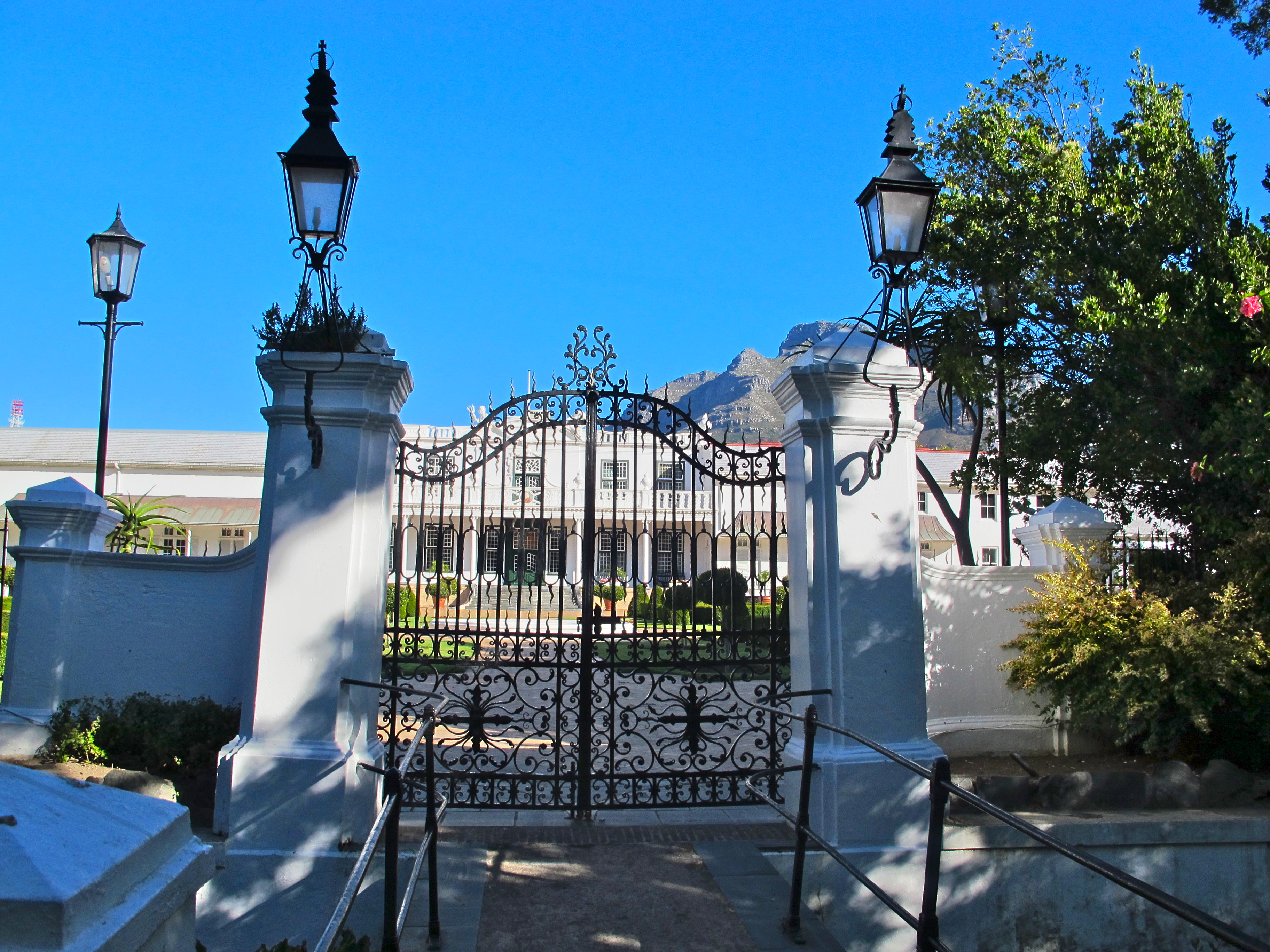
Toegangspoort in de Compagniestuin
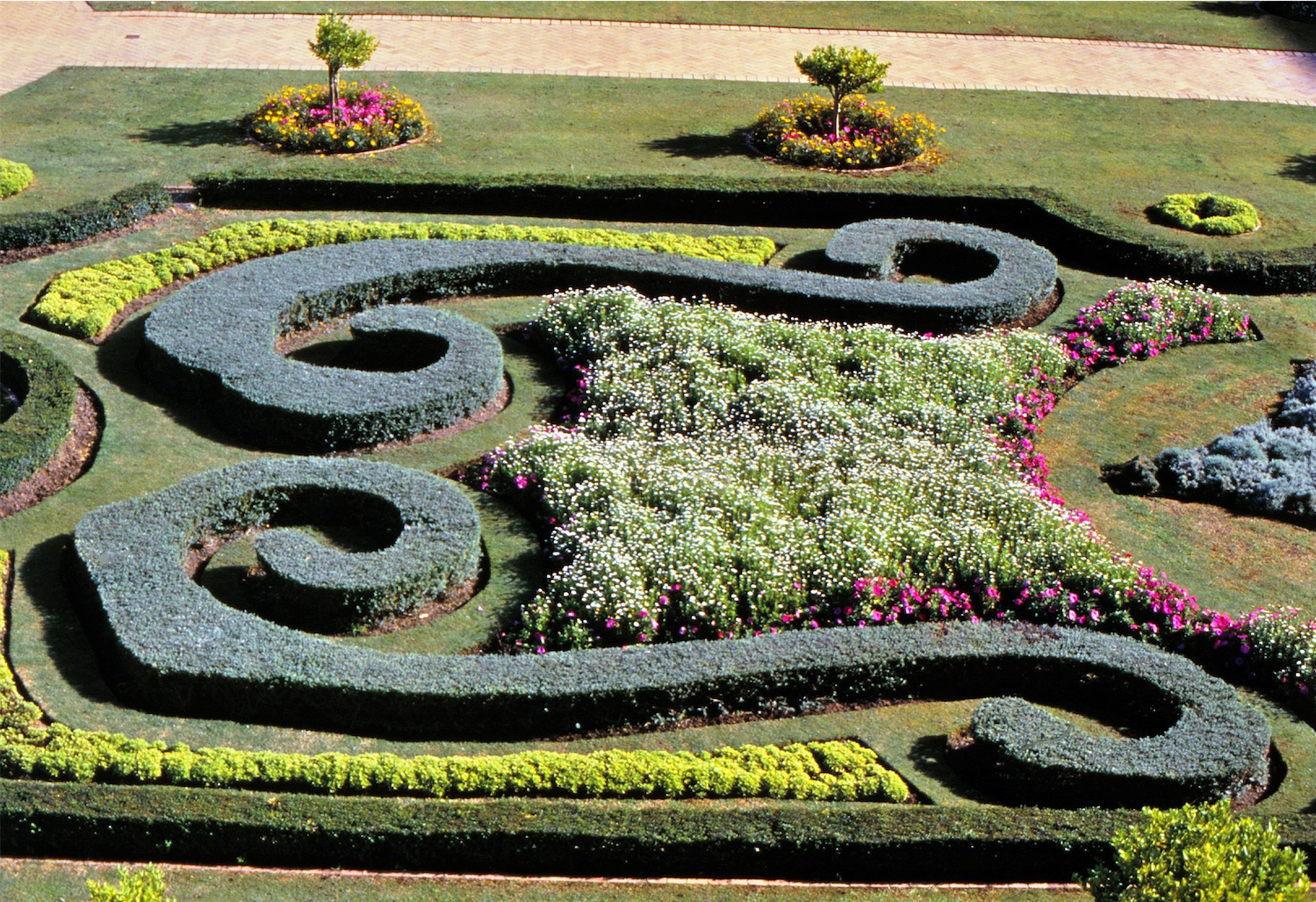
Detail van de voortuin